# Médersa Andaloussiya
La médersa Andaloussiya (arabe : المدرسة الأندلسية), également connue sous le nom de médersa El Younsiya, est l'une des médersas de la médina de Tunis. Certains l'appellent médersa Sidi El Ajmi puisqu'elle est proche de la zaouïa de ce saint.
Elle est construite pendant la période ottomane.

## Histoire

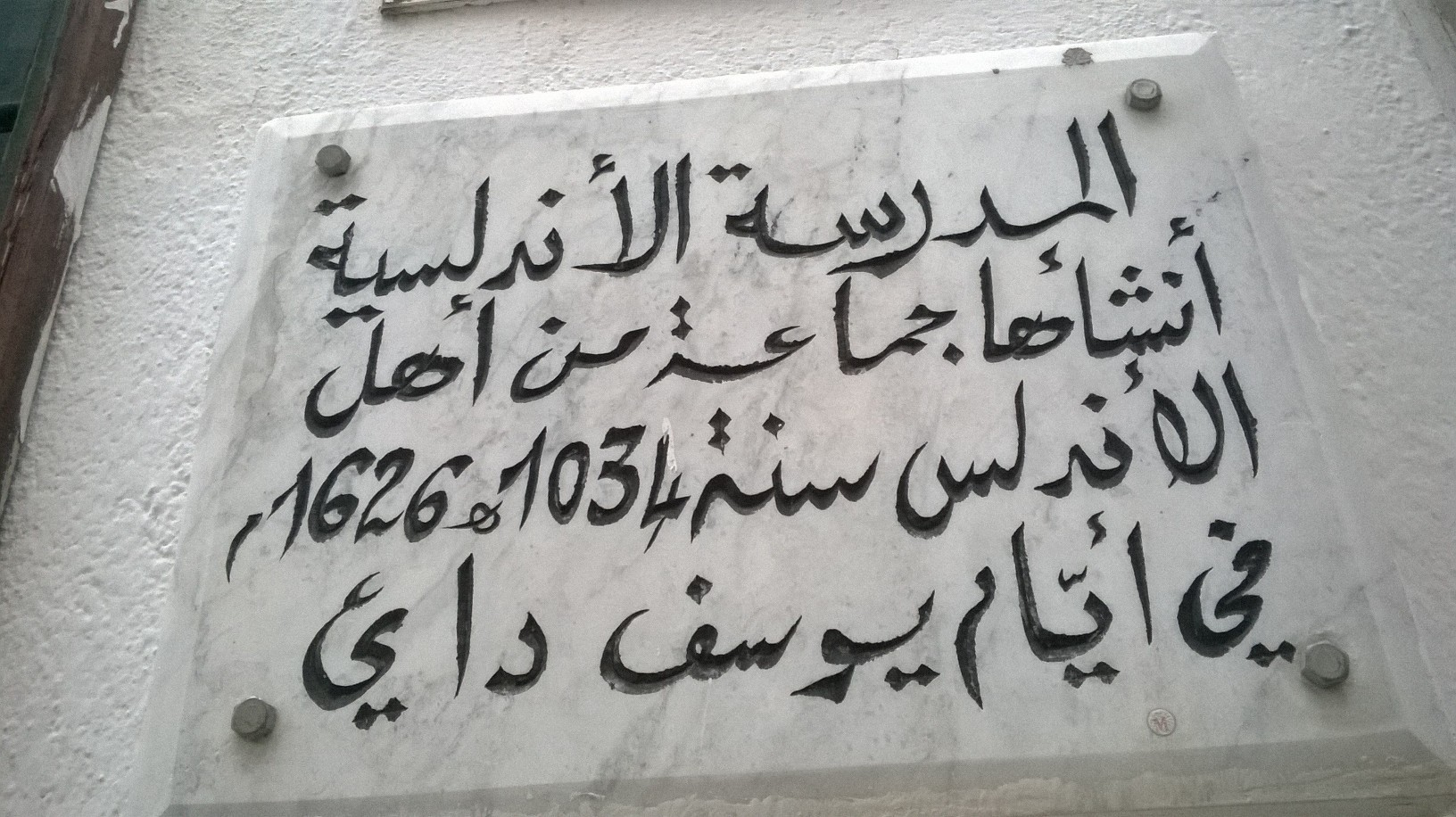
Plaque commémorative indiquant la date de construction.

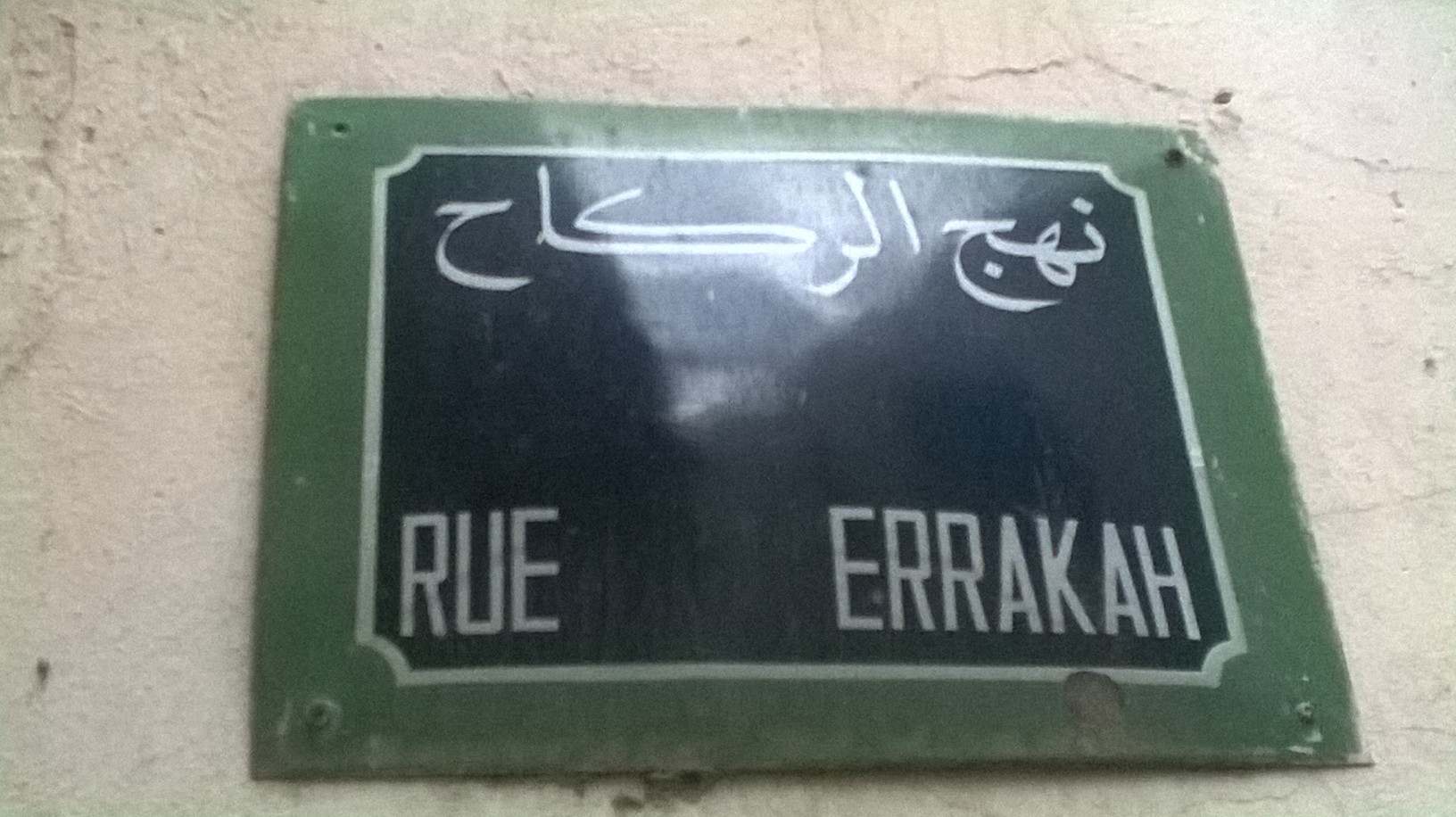
Plaque métallique indiquant la rue Errakah.

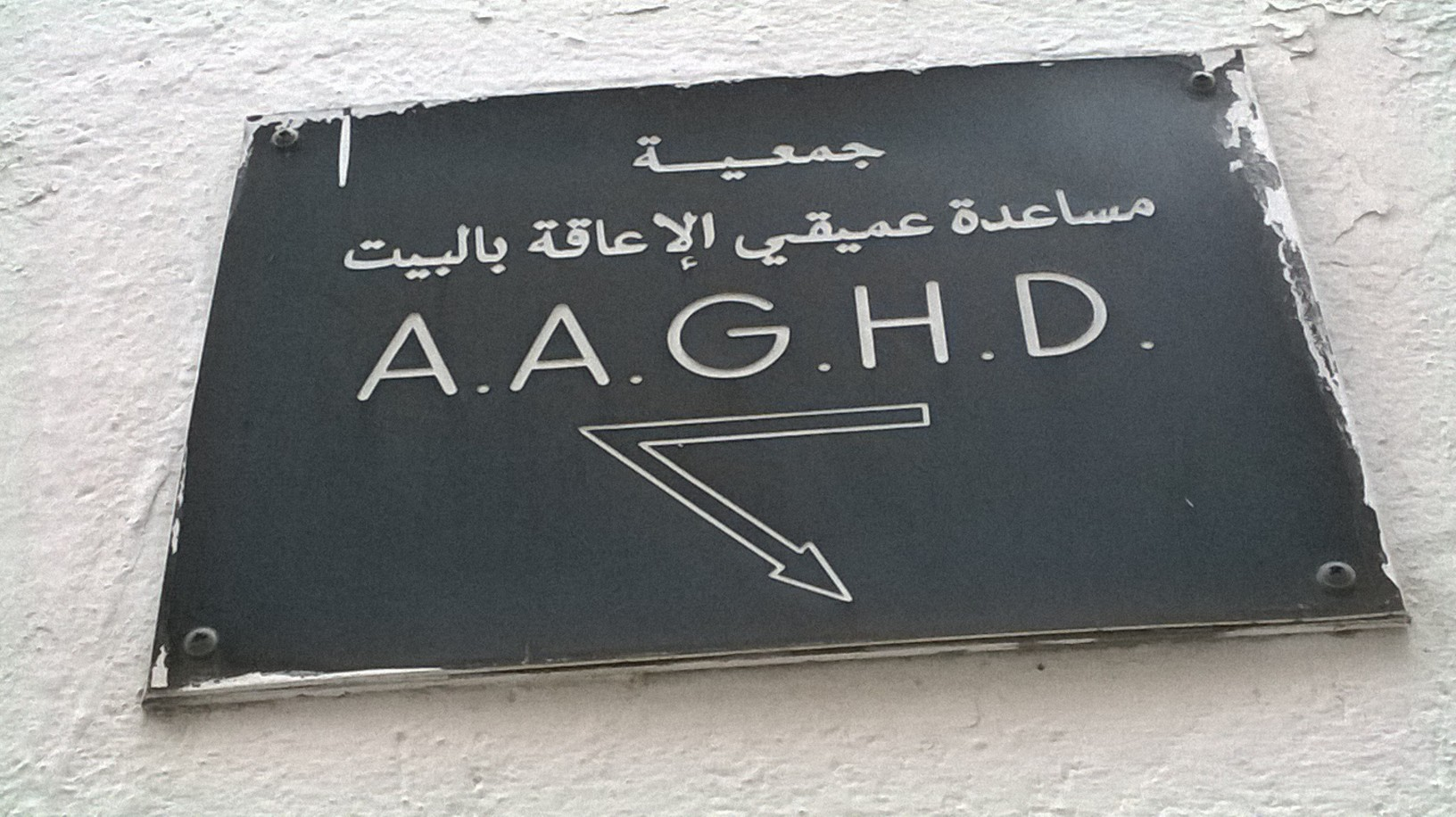
Plaque de l'AAGHD.

À la suite de la décision prise en 1609 par le roi Philippe III d'Espagne d'expulser les derniers musulmans vivant dans son royaume, connu sous le nom de Maures ou d'Andalous, des milliers d'entre eux arrivent dans la régence de Tunis et s'installent dans plusieurs villes du nord du pays, y compris Tunis. Dès lors, ils contribuent à l'essor économique, culturel et social de la régence. Dans ce cadre, ils bâtissent la mosquée Sobhana Allah à Bab Souika ainsi qu'une médersa, qui tire sa dénomination de leur origine andalouse, en 1626. La construction ne se fait pas à l'initiative du pouvoir, mais d'une communauté connue par son haut niveau culturel et social.
Cette dernière est l'une des premières médersas établies durant la période ottomane, les dirigeants ayant fondé la première médersa à Tunis, la médersa El Yusefiya, peu avant la médersa Andaloussiya ; la médersa Mouradiyya suit à la fin du XVIIe siècle, alors que les Husseinites vont en construire encore davantage, surtout au XVIIIe siècle.

## Localisation
La médersa est située dans la rue Errakah où se trouve également le mausolée du saint Abi Ahmed Mohamed Younes, connu sous le nom de Sidi Younes dans la médina. Elle se situe dans le quartier juif de Tunis, appelé Hara.

## Utilisation
Elle abrite de nos jours le siège de l'Association d'assistance aux grands handicapés à domicile (AAGHD).